# Mebyon Kernow
Mebyon Kernow (česky: Synové Cornwallu) je politická strana působící ve Velké Británii v oblasti Cornwallu.
Strana byla založena 6. ledna 1951 a jejím současným předsedou je archeolog Dick Cole. Mezi programové cíle strany patří autonomie oblasti Cornwallu a ustavení Cornwallského národního shromáždění. Její politické názory jsou středo-levicové. Mebyon Kernow není zastoupena v Parlamentu Spojeného království ani v Evropském parlamentu, ale má své zástupce v místní samosprávě – ve volbách do Rady Cornwallu v roce 2021 získala strana 5 z 87 mandátů.